# Étalagiste
Un étalagiste, ou décorateur étalagiste est une personne chargée de mettre en valeur des marchandises.
Le plus souvent dans des vitrines, le travail des étalagistes permet de mettre en avant des produits afin de faciliter leur vente. C'est donc un métier du commerce autant que de la décoration et de la communication. 
Dans son livre, "La laideur se vend mal", Raymond Lœwy raconte sa première expérience dans le monde du travail comme étalagiste pour Macy's au début des années 1920.

## Autre sens
Le mot étalagiste désigne également en vieux français la personne qui expose ses marchandises en plein air, d'après le mot étalage et par extension le vendeur qui y travaille et qui doit attirer les clients.